# Serial Data Transport Interface
SDTI steht für Serial Data Transport Interface, eine bestimmte Form der Datenschnittstelle. Der SDTI-Standard nach der Norm SMPTE 305M beschreibt die Übertragung von komprimierten digitalen Videodaten mittels SDI-Datenstrom. Dabei kann eine vorhandene SDI-Infrastruktur genutzt werden. 

## Hintergrund
Digitale Videodaten benötigen sehr viel Speicherplatz, weshalb in den meisten Fällen zum Speichern eine Videokompression verwendet wird. Wenn komprimiert gespeichertes Digitalvideo mittels SDI übertragen wird, muss es an der Quelle (Zuspieler) erst dekomprimiert werden (SDI überträgt unkomprimiert) und zur Speicherung bei der Senke (Recorder) wieder komprimiert werden. Diese Kombination aus De- und Rekompression führt bei verlustbehafteter Datenkompression zu Qualitätseinbußen.
SDTI vermeidet diese Rekompressionen, da die digitalen Videodaten in der Ursprungskompression (nativ) übertragen werden. Dadurch ist der Übertragungsvorgang verlustfrei. Durch die vorhandene Kompression der Videodaten ist mit SDTI ein schnellerer Transfer als in Echtzeit wie bei SDI möglich. Der mögliche Faktor für die schnellere Übertragung ergibt sich aus der vorhandenen SDI-Bitrate und der Bitrate des übertragenen komprimierten digitalen Videosignals.
SDTI entstand, um die verschiedenen proprietären Schnittstellen der Systemhersteller zur nativen komprimierten Videoübertragung zu standardisieren. Eine Übertragung mit SDTI ist nur zwischen zwei Komponenten möglich, welche die gleiche Kompression (Codec) verwenden.

## Ähnliche Techniken
Bei der Überspielung von digitalem Video (z. B.) von einem DV-Camcorder auf einen Computer via FireWire werden wie bei SDTI komprimierte digitale Videodaten übertragen.
SDTI-CP (Serial Data Transport Interface – Contents Package) kommt bei der Übertragung von I-Frame-basierten MPEG-2-Digitalvideoströmen bei bestimmten Herstellern zum Einsatz.